# TED Ankara Kolejliler (basket-ball)
Pour les articles homonymes, voir TED Ankara Kolejliler.
Maillots
Le TED Ankara Kolejliler est un club turc de basket-ball basé à Ankara, fondé en 1954.

## Historique
Le club a été fondé en 1954
Il est engagé en EuroCoupe, et a été en quarts de finale lors de la saison 2013-2014.
Le club est relégué en deuxième division à l'issue de la saison 2016-2017.

## Joueurs marquants
- Ali Şahin
- Ali Ton
- Alpay Öztaş
- Bekir Yarangüme
- Doruk Tankut
- Egemen Alpay
- Gökhan Üçoklar
- Haluk Yıldırım
- İsmail Çalıkuşu
- Kaan Memişoğlu
- Kerem Gönlüm
- Murat Evliyaoğlu
- Murat Özyiğit
- Murat Yolcu
- Nedim Yücel
- Orçun Göllü
- Ömer Ünver
- Polat Kocaoğlu
- Rüçhan Tamsöz
- Serkan Erdoğan
- Soniz Altınoğlu
- Tolga Tekinalp
- Tutku Açık
- Ufuk Kaçar
- Samir Lerić
- Igor Perica
- Davit Berdzenishvili
- Kirk Penney
- Orlando Vega
- Andrei Kornev
- Elshad Gadashev
- Victor Brejnoi
- Goran Jagodnik
- Jovo Stanojević
- Ashraf Amaya
- Ben Woodside
- - Chuck Davis
- David Brown
- Donald Little
- Edward Davis
- Erek Hansen
- Ivan McFarlin
- Marques Green
- Matt Hill
- Melvin Robinson
- Michael Maddox
- Ronald Coleman
- Sylvester Gray